# 六斑雙色鰨
六斑雙色鰨為輻鰭魚綱鰈形目鰨亞目鰨科的其中一種，為亞熱帶海水魚，分布於東大西洋葡萄牙至安哥拉海域，包括地中海西部，棲息深度可達150公尺，體長可達20公分，棲息在底層水域，小型底棲性生物為食，生活習性不明，可做為食用魚。